# San Bartolomé de Tirajana
San Bartolomé de Tirajana est une commune de la communauté autonome des Îles Canaries en Espagne. Elle est située au sud de l'île de Grande Canarie dans la province de Las Palmas.

## Géographie

### Localisation
Avec les territoires des communes de Tejeda et Vega de San Mateo, San Bartolomé de Tirajana accueille le pic de las Nieves qui, avec 1 949 m d'altitude, est le point culminant de l'île.

Localisation de l'île de Grande Canarie dans les Îles Canaries.
Localisation de San Bartolomé de Tirajana dans l'île de Grande Canarie.

| Tejeda | Valleseco et Vega de San Mateo | Agüimes                 |
| Mogán  | San Bartolomé de Tirajana      | Santa Lucía de Tirajana |
|        | Océan Atlantique               | Océan Atlantique        |

### Subdivisions
Noyaux urbains
- Aldea Blanca
- Castillo del Romeral
- Cercados de Espino
- Cercados de Araña
- Maspalomas
- San Bartolomé de Tirajana
- Santa Águeda
- El Tablero

Villages
- Ayacata
- Ayagaures
- La Plata
- El Sequero Bajo
- La Culata
- Riscos Blancos
- Lomito de Taidía
- Taidía Alto
- Taidía
- Los Moriscos
- Agualatente
- La Montaña Alta
- La Montaña Baja
- Hoya Grande
- Perera
- El Trejo
- Ciudad de Lima
- Casas Blancas
- Sitios de Arriba
- Sitios de Abajo
- Artedara
- Fataga
- Guriete
- El Sao

### Transports
- Route ancienne de Las Palmas de Gran Canaria–Puerto Rico
- GC-1

## Démographie
| Année | Population | Densité        |
| ----- | ---------- | -------------- |
| 1991  | 24 451 hab | 73,4 hab/km2   |
| 1996  | 35 443 hab | 106,39 hab/km2 |
| 2001  | 34 515 hab | 103,64 hab/km2 |
| 2002  | 43 403 hab | 130,29 hab/km2 |
| 2003  | 45 559 hab | 136,76 hab/km2 |
| 2004  | 44 115 hab | 132,18 hab/km2 |
| 2005  | 46 428 hab | 139,4 hab/km2  |
| 2006  | 47 922 hab | 143,9 hab/km2  |
| 2007  | 49 601 hab | 148,9 hab/km2  |
| 2009  | 52 161 hab | 156,58 hab/km2 |
| 2012  | 55 954 hab | 167,96 hab/km2 |

## Patrimoine

Les vitraux de l'église de San Bartolomé.

- Église de San Bartolomé de Tirajana.
- Phare de Maspalomas
- Centre spatial des Canaries